# Johnny, roi des gangsters
Pour plus de détails, voir Fiche technique et Distribution.
Johnny, roi des gangsters (titre original : Johnny Eager) est un film américain réalisé par Mervyn LeRoy, sorti en 1942.

## Synopsis
Johnny Eager est un gangster qui, une fois sorti de prison, semble mener une vie d'honnête homme. Il est devenu chauffeur de taxi et paraît avoir rompu avec toutes ses anciennes relations de la pègre. Mais cela n'est qu'une apparence. Dissimulé derrière cette couverture, il a rapidement reconstitué un empire criminel et attend des autorisations pour ouvrir un champ de course de lévriers. Il s'éprend de Lisbeth Bard, une des étudiantes de son contrôleur judiciaire, M. Verne. Mais le père de Lisbeth est John Benson Farell, le procureur incorruptible, il n'aime pas Johnny et veut protéger sa fille.

## Fiche technique
- Titre : Johnny, roi des gangsters
- Titre original : Johnny Eager
- Réalisation : Mervyn LeRoy
- Production : Mervyn LeRoy et John W. Considine Jr. pour la MGM
- Scénario : John Lee Mahin et James Edward Grant, d’après un livre de James Edward Grant
- Image : Harold Rosson
- Musique : Bronislau Kaper
- Direction artistique : Cedric Gibbons
- Costumes : Robert Kalloch
- Montage : Albert Akst
- Pays : États-Unis
- Genre : Policier, film noir et thriller
- Durée : 107 minutes
- Format : Noir et blanc
- Date de la sortie américaine : 1942
- Date de la sortie en France: 1948

## Distribution
- Robert Taylor : Johnny Eager (VF: Marc Valbel)
- Lana Turner : Lisbeth Bard
- Van Heflin : Jeff Hartnett
- Edward Arnold : John Benson Farrell
- Robert Sterling : Jimmy Courtney
- Patricia Dane : Garnet
- Glenda Farrell : Mae Blythe
- Barry Nelson : Lew Rankin
- Henry O'Neill : Mr Verne
- Paul Stewart : Julio
- Diana Lewis : Judy Sanford
- Connie Gilchrist : Peg Fowler
- Charles Dingle : A. Frazier Marco
- Don Costello : Billiken
- Cy Kendall : Halligan